# Eugène de Carthage
Pour les articles homonymes, voir Saint Eugène.
Saint Eugène, évêque de Carthage de 480 à 484, et de 487 à 495, fut persécuté sous les rois vandales Hunéric et Gunthamund, et mourut dans un monastère du Languedoc près d'Albi en 505. On l'honore le 13 juillet.

## Biographie
Eugène est élu à l'unanimité évêque de Carthage en 480 pour succéder à saint Deogratias (mort en 457). L’élection épiscopale, reportée vingt-trois ans en raison de l'opposition de Genséric, fut, à la fin, autorisée par le roi Hunéric à la requête de l'empereur Zénon et de Placidia, parents de sa femme Eudoxie. 
Sa bonne administration, sa charité, son style de vie austère et son courage lui ont valu l'admiration des ariens. Dans sa défense intransigeante de l'orthodoxie, il est imité par ses fidèles, dont beaucoup seront exilés avec lui, en 484. 
Début 484, le roi organise, à Carthage, une conférence entre théologiens ariens et évêques orthodoxes,.
La conférence tourne court avec le départ du chef des évêques ariens sous le prétexte qu'il ne comprend pas le latin.
Hunéric est furieux. Il exile quarante-six évêques en Corse et trois cent deux dans les déserts africains. Parmi ces derniers, se trouve Eugène qui, sous la garde d'un homme nommé Antonius, est déporté dans le désert de Tripoli. Au moment de partir, il écrit une lettre de consolation et d'exhortation aux fidèles de Carthage qui figure dans les œuvres de Grégoire de Tours (PL, LVII, 769-71).
Gunthamund, qui succède à Hunéric en 484, permet à Eugène de retourner à Carthage et de rouvrir les églises, en 487. Après huit années de paix, Eugène est arrêté et condamné à mort, en 495 ; mais la peine est commuée en exil à Vieux, village à 30 km environ à l'Ouest d'Albi, où règne l’arien Alaric. Eugène y construit un monastère sur le tombeau de saint Amaranthus, et mène une vie de pénitence jusqu'à sa mort, le 13 juillet 505.

## Œuvres
Il a écrit un « Expositio Fidei Catholicæ », sur demande d’Hunéric, probablement celui présenté par les évêques catholiques lors de la conférence de Carthage de 484. Il y soutient la consubstantialité du "Verbe" et la divinité du Saint-Esprit. Il a écrit aussi un « Pro Apologétique Fide ; Arianis cum Altercatio », dont des fragments sont cités par Victor de Vita.

## Sources
Cet article comprend des extraits du Dictionnaire Bouillet. Il est possible de supprimer cette indication, si le texte reflète le savoir actuel sur ce thème, si les sources sont citées, s'il satisfait aux exigences linguistiques actuelles et s'il ne contient pas de propos qui vont à l'encontre des règles de neutralité de Wikipédia.
- Eugène de Carthage dans Catholic Encyclopedia source principale de l'article